# Einar Sahlén

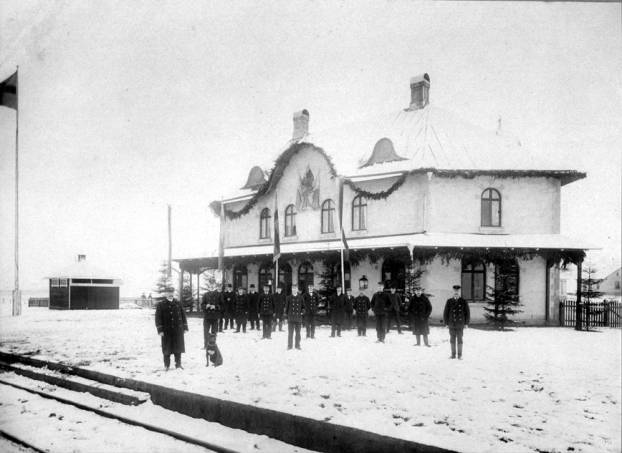
Harlösa station

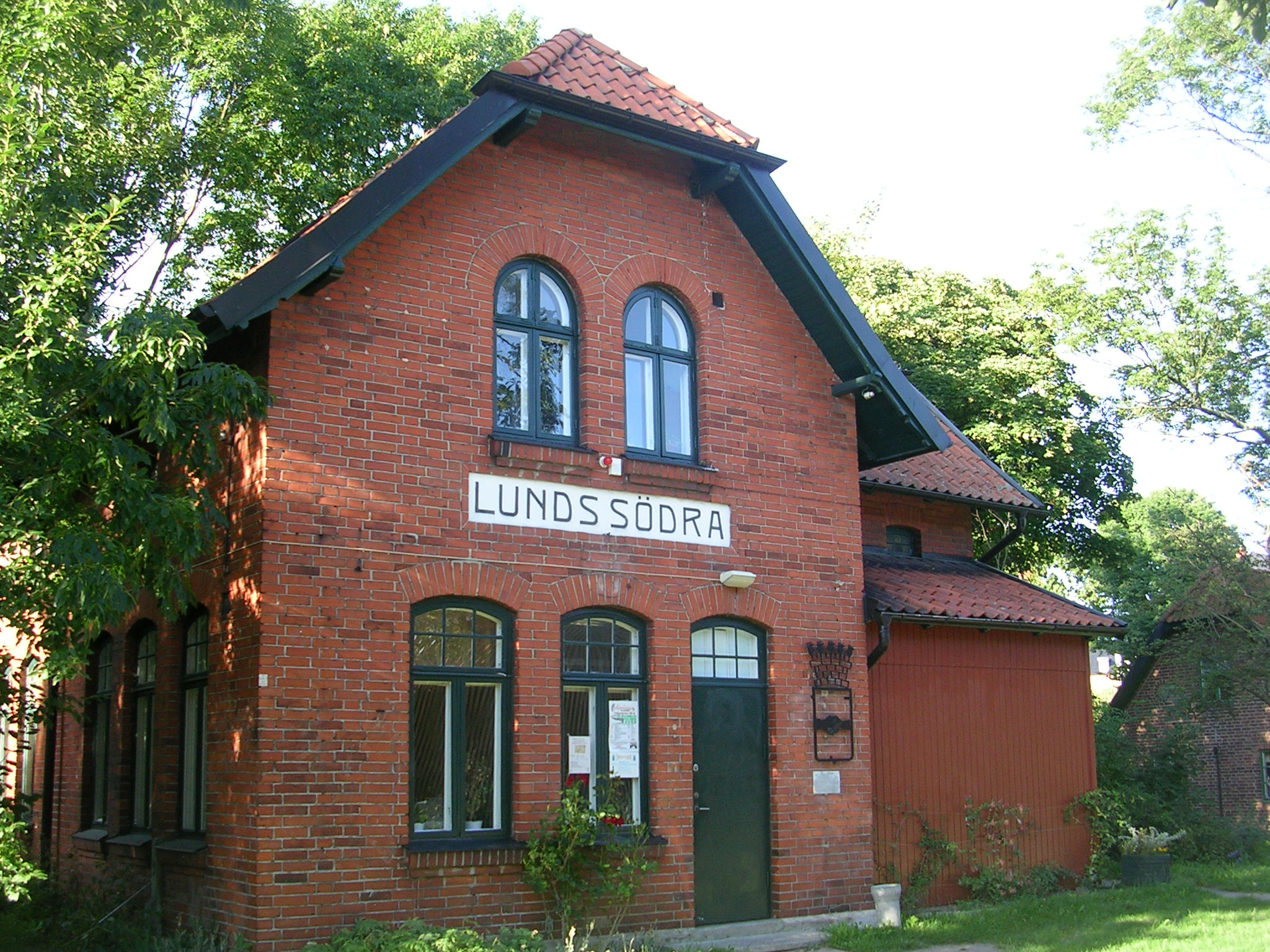
Lunds södra station

Einar Sahlén, född 30 maj 1870 i Skara, död 2 november 1928, var en svensk väg- och vattenbyggnadsingenjör.
Efter avgångsexamen från Kungliga Tekniska högskolan 1893 och examen för inträde i Väg- och vattenbyggnadskåren samma år var Einar Sahlén assistent vid Kungliga Tekniska högskolan 1893–1894, biträdande ingenjör vid västra väg- och vattenbyggnadsdistriktet 1894–1898 och byråingenjör vid statens järnvägsbyggnader 1898–1899. Han var biträdande ingenjör i Väg- och vattenbyggnadsstyrelsen 1896 och 1899–1900 och distriktsingenjör i södra väg- och vattenbyggnadsdistriktet från 1900. I Väg- och vattenbyggnadskåren blev han löjtnant 1898, kapten 1908 och major 1918. I januari 1928 förordnades han att under året vara vägkonsulent i Malmöhus län.
Sahlén var även verksam som järnvägsarkitekt och ritade bland annat stationshuset vid Harlösa station och Lunds södra.